# Оку, Дайсукэ
Дайсукэ Оку (яп. 奥 大介; 7 февраля 1976, Амагасаки, Хиого — 17 октября 2014, Миякодзима, Окинава) — японский футболист, выступавший за сборную Японии.

## Карьера

### Клубная
В 1994 году Дайсукэ Оку подписал первый профессиональный контракт с клубом «Джубило Ивата», дебютировал в его составе в чемпионате Японии спустя два года. В 1997 и 1998 годах, уже будучи твёрдым игроком основного состава, дважды выигрывал чемпионат Японии, в 1999 году стал победителем Лиги Чемпионов Азии и азиатского суперкубка.
В 2002 году Оку перешёл в клуб «Иокогама Ф. Маринос», с которым тоже стал двукратным чемпионом страны (2003 и 2004).
В 2007 году выступал за ФК «Иокогама», в конце сезона завершил карьеру футболиста.
Всего за свою карьеру Дайсукэ Оку сыграл в чемпионате Японии 280 матчей и забил 62 гола, а во всех внутренних турнирах (с учётом Кубка Японии и Кубка Лиги) — 341 матч и 73 гола.

### В сборной
В 1995 году Оку выступал за молодёжную сборную Японии.
В составе национальной команды Оку дебютировал 28 октября 1998 года в матче против Египта. Он принимал участие в финальных турнирах Кубка Америки-1999 (2 матча), Кубка Азии-2000 (4 матча, стал победителем) и Кубка Конфедераций-2003 (1 матч). Последней его игрой за сборную стал матч против Малайзии 7 февраля 2004 года.
Всего на счету Оку 26 матчей за сборную и 2 гола — в ворота Ирана в 1999 году и Эмиратов в 2000 году.
| Год   | Матчи | Голы |
| ----- | ----- | ---- |
| 1998  | 1     | 0    |
| 1999  | 5     | 1    |
| 2000  | 12    | 1    |
| 2001  | 4     | 0    |
| 2002  | 0     | 0    |
| 2003  | 3     | 0    |
| 2004  | 1     | 0    |
| Всего | 26    | 2    |

## Личная жизнь
Дайсукэ Оку был женат с 2002 года на актрисе Хинако Саэки. В 2013 году он был задержан полицией за угрозы убийством своей жене, после этого они развелись.
17 октября 2014 года Оку погиб, выехав на встречную полосу на своей машине и врезавшись в столб.

## Достижения
- Победитель Кубка Азии 2000
- Победитель Лиги Чемпионов Азии 1999
- Обладатель Суперкубка Азии 1999
- Чемпион Японии 1997, 1999, 2003, 2004
- включён в символическую сборную чемпионата Японии: 1998, 2003, 2004
- Обладатель Кубка Лиги Японии 1998
- Обладатель Суперкубка Японии 2000